# Henrietta (Nowy Jork)
Henrietta – miasto w Stanach Zjednoczonych, w stanie Nowy Jork, w hrabstwie Monroe.